# Frank Lloyd Wright
Frank Lloyd Wright (pronunciado [frank lojd rajt]; Richland Center, 8 de junio de 1867-Phoenix, 9 de abril de 1959) fue un prolífico y destacado arquitecto vanguardista, diseñador de interiores, escritor, y educador estadounidense, que diseñó más de mil obras, de las cuales se completaron 532. Wright proponía el diseño de arquitecturas que estuviesen en armonía con la humanidad y el entorno que las rodeaba, una filosofía conocida como arquitectura orgánica. Fue el iniciador del movimiento Prairie School, desarrollando el concepto usoniano de la vivienda. En 2019, ocho obras de Wright fueron declaradas Patrimonio de la Humanidad por la Unesco.

## Biografía

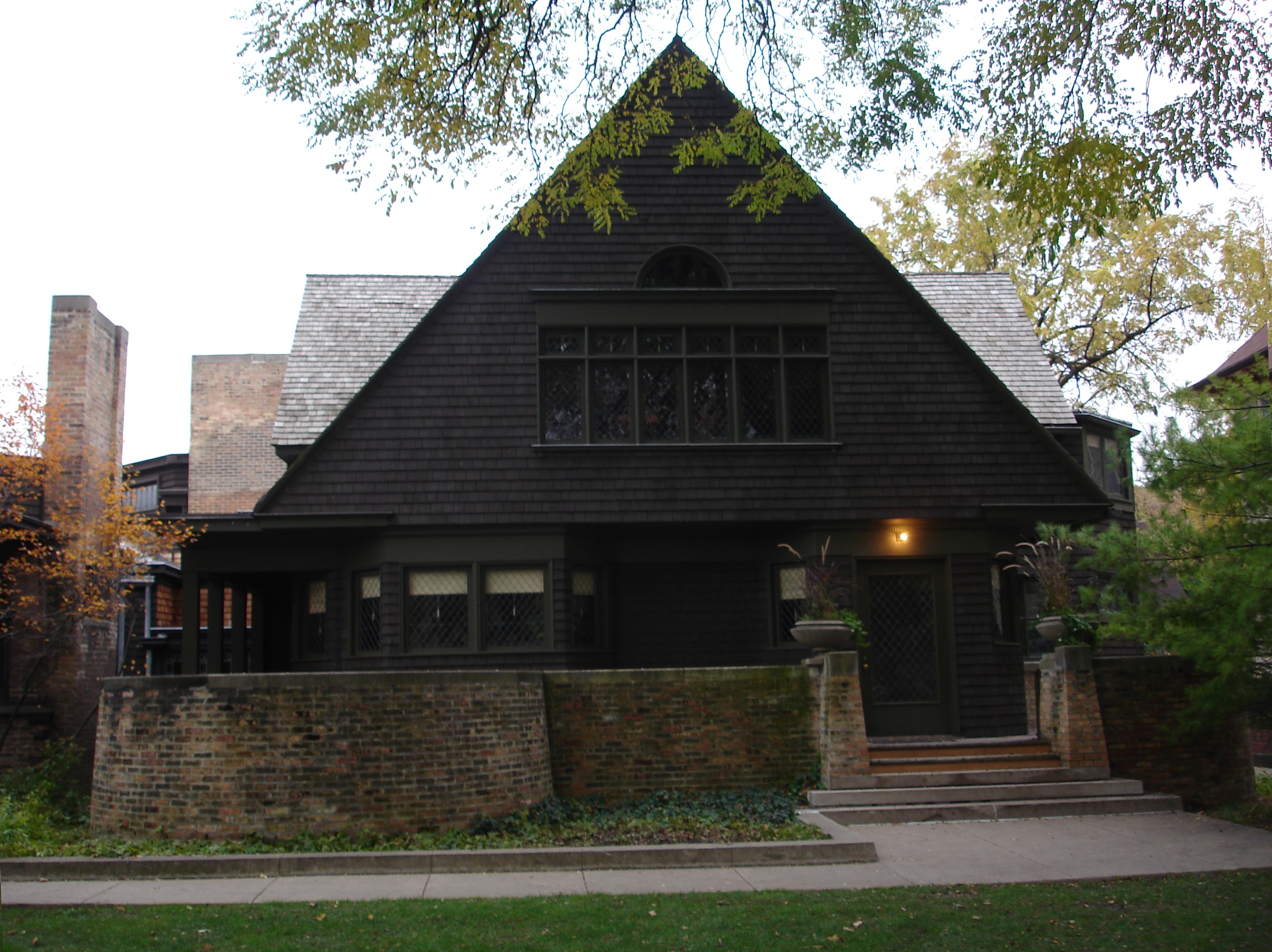
La Frank Lloyd Wright Home and Studio en Oak Park, Illinois, según el diseño del propio Wright (1898).

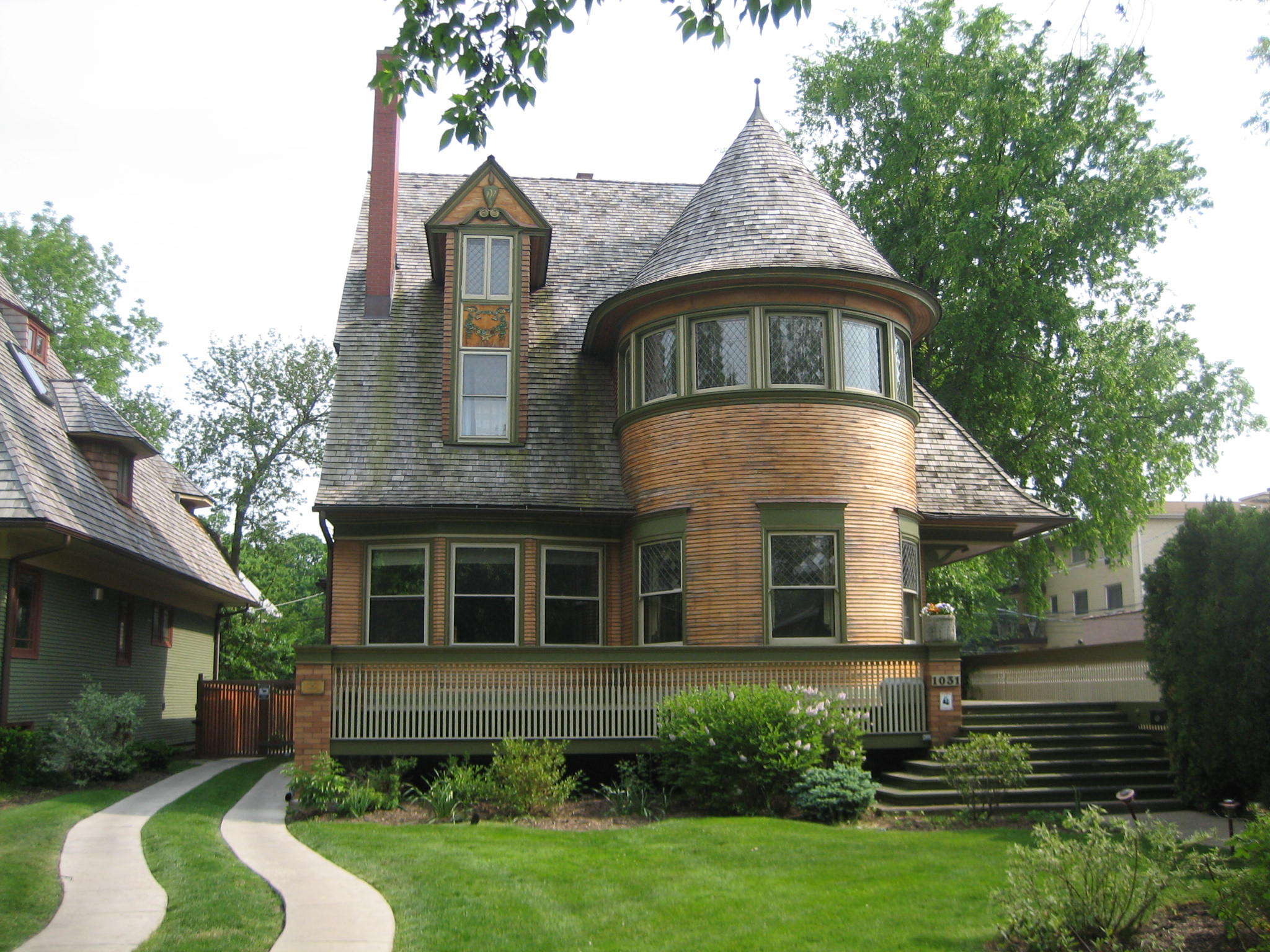
Casa de Walter Gale (1893) en estilo reina Ana, con bandas de ventanas y porche en voladizo según la estética de Wright.

Frank Lloyd Wright nació en el seno de una familia de pastores unitaristas de origen británico, y pasó buena parte de su infancia y adolescencia en una granja de Wisconsin, en pleno contacto con la naturaleza, lo que años más tarde condicionó su concepción de la arquitectura. Su madre, Anna Lloyd-Jones, predijo al nacer en 1867 que su hijo construiría edificios y mientras otros niños jugaban a los vaqueros, Frank jugaba con unos bloques didácticos de Friedrich Fröbel,  objetos geométricos superponibles regalados por su madre despertando en su temprana niñez la intuición del diseño, el volumen y las formas.
Mientras estuvo en el seno familiar, el joven Frank descubrió que la naturaleza se basaba en formas geométricas, este concepto lo utilizaría más adelante.
Ingresó para estudiar ingeniería en la universidad de Wisconsin, pero tras dos años y a tres meses de graduarse decidió que no era lo suyo y decidió abandonar la carrera y se trasladó a Chicago, en donde comenzó a trabajar en el estudio de Joseph Lyman Silsbee, pero al considerar a este, un arquitecto demasiado «convencional», Frank Lloyd Wright decidió abandonar ese puesto de trabajo, supo que una firma de renombre necesitaba dibujantes y presentó una maqueta, fue contratado y comenzó comenzar a trabajar con el afamado Louis Sullivan, quien tenía su estudio en el Auditorium Building (Chicago) y que además forma parte de la llamada Escuela de Chicago. Tras 5 años, Wright fue despedido por incumplir un contrato con Sullivan.  A este hombre, Frank lo recordaría con afecto y respeto. Frank Lloyd Wright inició entonces su carrera independiente como arquitecto. Su público objetivo fueron en esa época personas de clases altas con mucho dinero.

## Etapa preclásica
Durante estos años diseñó la Casa Winslow, en River Forest, Illinois, la primera de la famosa serie de viviendas de pradera. Se trata de casas unifamiliares, fuertemente integradas en su entorno. Las cubiertas sobresalen considerablemente de las fachadas y las ventanas forman una secuencia continua horizontal. El núcleo central de las viviendas lo constituye una gran chimenea, alrededor de la cual se disponen las estancias. Otras casas diseñadas en este estilo fueron, por ejemplo, la de Willitts, en Highland Park, Illinois, y la D. Martin, en Búfalo.

## Estilo arquitectónico
Wright creó un nuevo concepto respecto a los espacios interiores de los edificios, que aplicó en sus casas de pradera, pero también en sus demás obras. Wright rechaza el criterio existente hasta entonces de los espacios interiores como cubos dentro de un cubo o estancias cerradas y aisladas de las demás, y diseña espacios en los que cada habitación o sala se abre a las demás, con lo que consigue una gran transparencia visual, una profusión de luz y una sensación de amplitud y abertura. Para diferenciar unas zonas de otras, recurre a techos bajos para abrirse a espacios estrechos en los recibidores y  divisiones de material ligero o a techos de altura diferente, evitando los cerramientos sólidos innecesarios. Con todo ello, Wright estableció por primera vez la diferencia entre «espacios definidos» y «espacios cerrados».
Wright además estudió con gran atención la arquitectura japonesa y la maya y aplicó un estilo reminiscente tanto japonés (de preferencia)  como maya a muchas de sus viviendas, y este último caso es conocido como Revival Maya. Wright también incluyó en sus muebles, estilos basados en el Origami y en el Art Decó.
Los elementos y formas que más se repiten en las obras de Wright son los marcos de ventanales metálicos en rojo Cherokee y losas de cemento afinado en el mismo color,  el uso de vidrios sin uniones visibles en los ángulos y maderas nobles como cedro o caoba. Siempre en sus obras está presente una baldosa roja en la entrada, un diseño horizontal de hall de entrada con techo bajo y una escalinata estrecha para después de traspasados abrirse a grandes espacios iluminados.   
Wright desarrolló el concepto de Prairie School, un estilo arquitectónico indígena norteamericano basado en las praderas que no compartían los elementos de diseño y vocabulario estético con estilos anteriores de la arquitectura clásica europea . Luego desarrolló el estilo usoniano, en que funde la integración del paisaje a la vivienda, una filosofía llamada arquitectura orgánica.

## Consagración

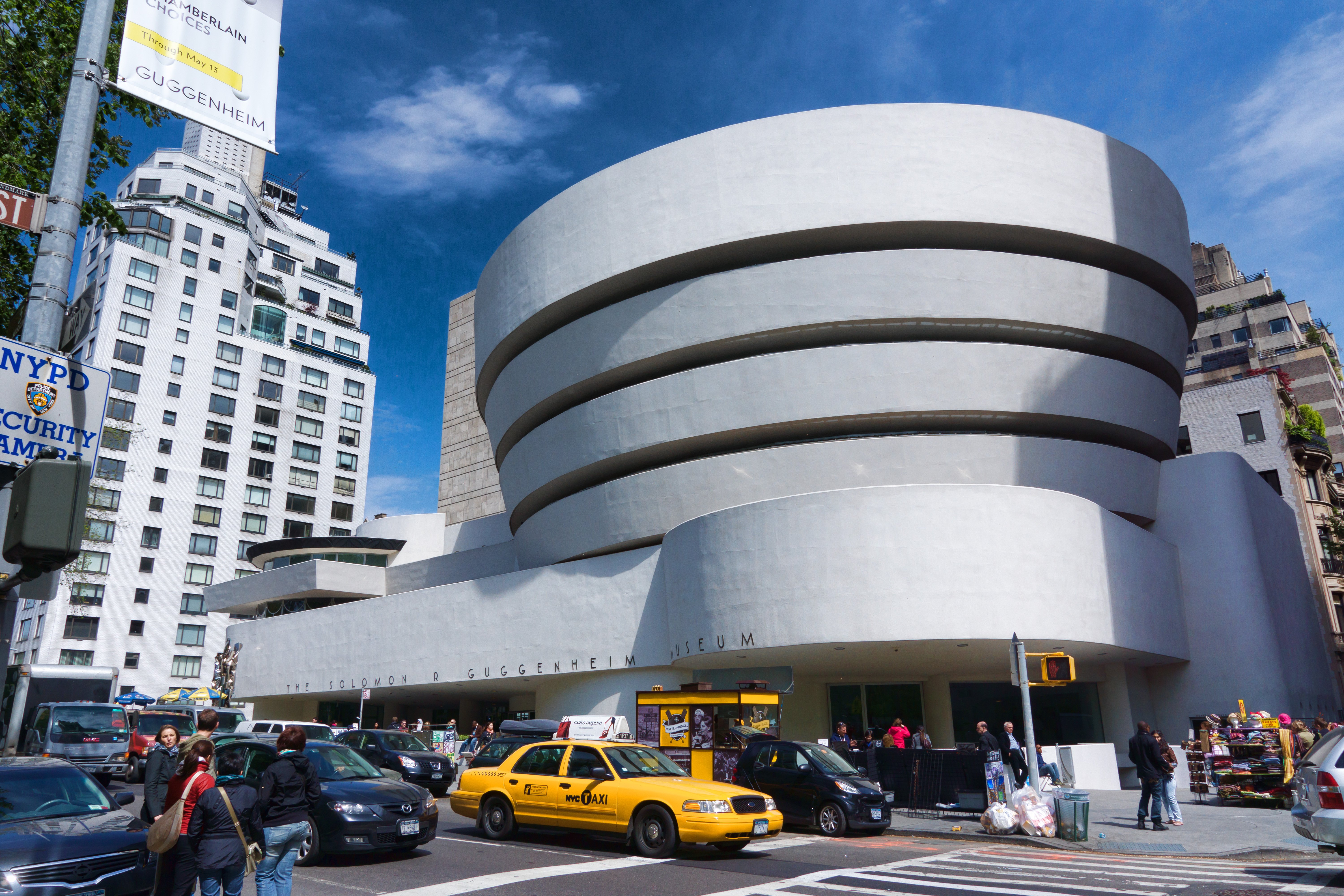
Museo Guggenheim, Nueva York, proyectado por Lloyd y cuya construcción se terminó en 1959, algunos meses después de la muerte del arquitecto.

Wright abandonó a su familia en 1909 y viajó a Europa. El año siguiente presentó sus trabajos en una exposición de arquitectura y diseño en Berlín, donde obtuvo un gran reconocimiento. Una publicación que se editó sobre sus obras influyó a las nuevas generaciones de arquitectos europeos.

### Taliesin Eastern (1911)
De regreso a los Estados Unidos en 1911, adquirió un terreno en Wisconsin y diseñó su propia vivienda, Taliesin, Wright diseñó la estructura de Taliesin dos años después de dejar a su primera esposa y su hogar en Oak Park, Illinois, por una amante llamada Mamah Borthwick.  En ella Wright desarrolló el concepto de Prairie School, un estilo arquitectónico entre finales del siglo XIX y principios del siglo XX.
El diseño del edificio original fue consistente con los principios de diseño de la Prairie School, emulando la planitud de las llanuras y los afloramientos de piedra caliza natural del Área Driftless de Wisconsin. La estructura, que incluía un ala agrícola y el estudio, se completó en 1911.
En el transcurso de los años se quemó en tres ocasiones, y  Wright mostrando una resiliencia notable reconstruyó siempre de nuevo, la tercera reconstrucción post mortem del arquitecto fue declarada patrimonio de la Unesco.

## Etapa clásica
Los años comprendidos entre 1900 y 1910 abarcan la denominada etapa clásica, durante la que escribe varios libros y dicta algunas conferencias. Este periodo es calificado por el propio arquitecto como el de las casas de la pradera, por el gran número de casas de verano que edifica en los bosques o junto a los lagos de Wisconsin y de Míchigan y en los suburbios boscosos del norte de Chicago.
El análisis de la constitución de los materiales y la relación con el entorno natural son aspectos básicos en estas construcciones; todas ellas tienen en común la planta en forma de T o de cruz, la composición por volúmenes, la cubierta a dos o a cuatro aguas y los porches cubiertos como continuación espacial del interior. Entre ellas podemos citar las casas Ward Willits (Highland Park, Chicago, 1902), Glasner (Glencoe, Illinois, 1904), Cooley (Riverside, Illinois, 1908) y la Robie (Chicago, 1908).
En 1901 dicta la conferencia Arte y artesanía de la máquina, en la Sociedad de Artes y Oficios de Chicago (se publicó en 1930). En 1904 construye la fábrica Larkin (Búfalo), de carácter monumental, estructura rectangular y fachada de ladrillo. Para este edificio diseña también el mobiliario, adecuándolo a su función laboral. La obra más famosa de este periodo es el Unity Temple (Oak Park, 1904), en el que utiliza el hormigón armado por primera vez y deja la instalación eléctrica a la vista como parte integrante de la arquitectura y el diseño.

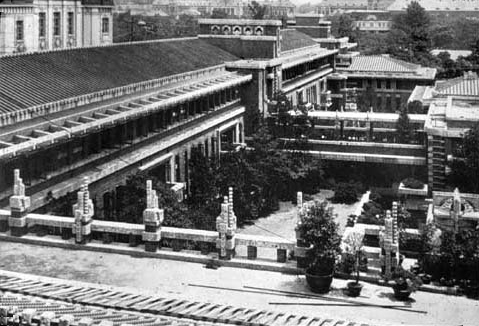
Hotel Imperial, Tokio (1923).

Durante los años 1915 a 1922 Wright recibió uno de los grandes encargos profesionales de su vida, trabajó junto a Antonin Raymond en el proyecto del Hotel Imperial de Tokio, Japón, para el cual desarrolló un nuevo método de construcción resistente a los terremotos, que consistía en colocar sus cimientos en soportes basculantes hidráulicos cuya eficacia se vio comprobada tras permanecer intacto después del terremoto de la región de Kantō que devastó la ciudad en 1923. Este hito lo hizo ampliamente reconocido como uno de los mejores arquitectos estructurales de la época y le significó fama y reconocimiento a nivel mundial. (Este hotel, lamentablemente, fue demolido en los años 60). Su estadía en Japón le permitió estudiar la arquitectura de ese país y la influencia en sus obras se hizo patente en sus diseños.
Otro proyecto innovador en cuanto al método de construcción fue la casa Barnsdall, en Los Ángeles, que se realizó mediante bloques de cemento prefabricados, diseñados por Wright. Este método de construcción lo aplicó después también en otras de sus obras. Un ejemplo es la casa Millard, para cuyo diseño creó un bloque con figuras étnicas, que usó también como unidad de medida, el bloque fue fabricado con arena del lugar pretendiendo «integrar» la casa a su entorno. Otro ejemplo es la casa Ennis-Brown construida con lo que el llamaba «bloques de tela» y que es el mayor de los construidos en Los Ángeles.
Cuando atravesó un periodo de baja fama en el que no tuvo muchos encargos, Wright aprovechó para escribir un libro sobre planificación urbanística, que publicó en 1932, año en el cual comenzó sus Tertulias y la escuela en Taliesin, por la cual pasaron grandes arquitectos y artistas del siglo XX como: John Lautner, E. Fay Jones y Paolo Soleri. Años más tarde creó otro centro en Arizona y en la actualidad éstos son los lugares donde están sus fundaciones.

### Taliesin West (1937)
Fijó definitivamente su estudio y residencia en la finca que construyó a tal efecto en Paradise Valley en pleno desierto de Phoenix, llamada Taliesin West (1938-59), en la que logró la integración absoluta del edificio en el paisaje, y donde se expone el modelo de una ciudad distribuida horizontalmente sobre el territorio y cuyos habitantes disponen de automóviles para desplazarse por ella. El diseño consideró paredes de la estructura en mampostería hechas de rocas locales del desierto, apiladas dentro de formas de madera, rellenas de hormigón, conocido coloquialmente como "mampostería del desierto". Constaba con un amplio espacio cubierto por toldos de lona cruda (más tarde reemplazada por acrílicos) y sostenida por cerchas en forma de corchetes en declive de madera, era amplia con gran luminosidad evitando que los rayos solares no deseados penetren pero permitiendo que la luz horizontal pase a través de la habitación. Wright creía que la luz natural ayudaba al entorno de trabajo en el que tenían a sus aprendices, manteniendo el interior de su edificio en contacto con el entorno natural y donde los estudiantes  estaban dispuestos en mesas de arquitectura. Todos los muebles y decoraciones fueron diseñados por Wright y la mayoría construidos por aprendices. Un aspecto brillante del diseño de Wright es el teatro de cabaret. Construido con seis lados, de la mezcla estándar de roca y hormigón, en una forma irregularmente hexagonal, el teatro proporciona a sus ocupantes lo que alguien ha llamado "95% de perfección acústica". Alguien sentado en la última fila puede escuchar el susurro más leve de un altavoz en el escenario.

### Fallingwater
Uno de sus proyectos más destacados y más conocidos que perpetúa su genio, el boceto fue realizado en solo dos horas y la ejecución la realizó entre 1935 y 1939. Se trata de la vanguardista casa Kaufmann (Edgar Jonás Kaufmann) o Fallingwater house en Bear Run, edificada sobre una enorme roca, directamente encima de una cascada sobre el riachuelo Bear con un estilo muy moderno adelantado a su época. Su diseño representa la esencia de la arquitectura orgánica al incorporarse al paisaje como si fuera parte natural del entorno.
Fue tal el impacto social y cultural de esta obra en el público estadounidense que Wright pasó de ser de un arquitecto del ayer con una época de escasos proyectos, a ser reivindicado junto otros de moda como Le Corbusier, Mies van der Rohe, recibiendo muchas peticiones de construcción de casas residenciales y edificios, sin mencionar de como influyó en los arquitectos contemporáneos en sus filosofías de diseño. 
En los años siguientes, Wright acercó sus obras a la clase media americana y diseñó toda clase de proyectos más pequeños, pero igualmente novedosos y modernos, y en todos introdujo criterios originales y avanzados para su época. También escribió otros libros y numerosos artículos, algunos de los cuales se han convertido en clásicos de la arquitectura de nuestro tiempo.

## Usonianismo

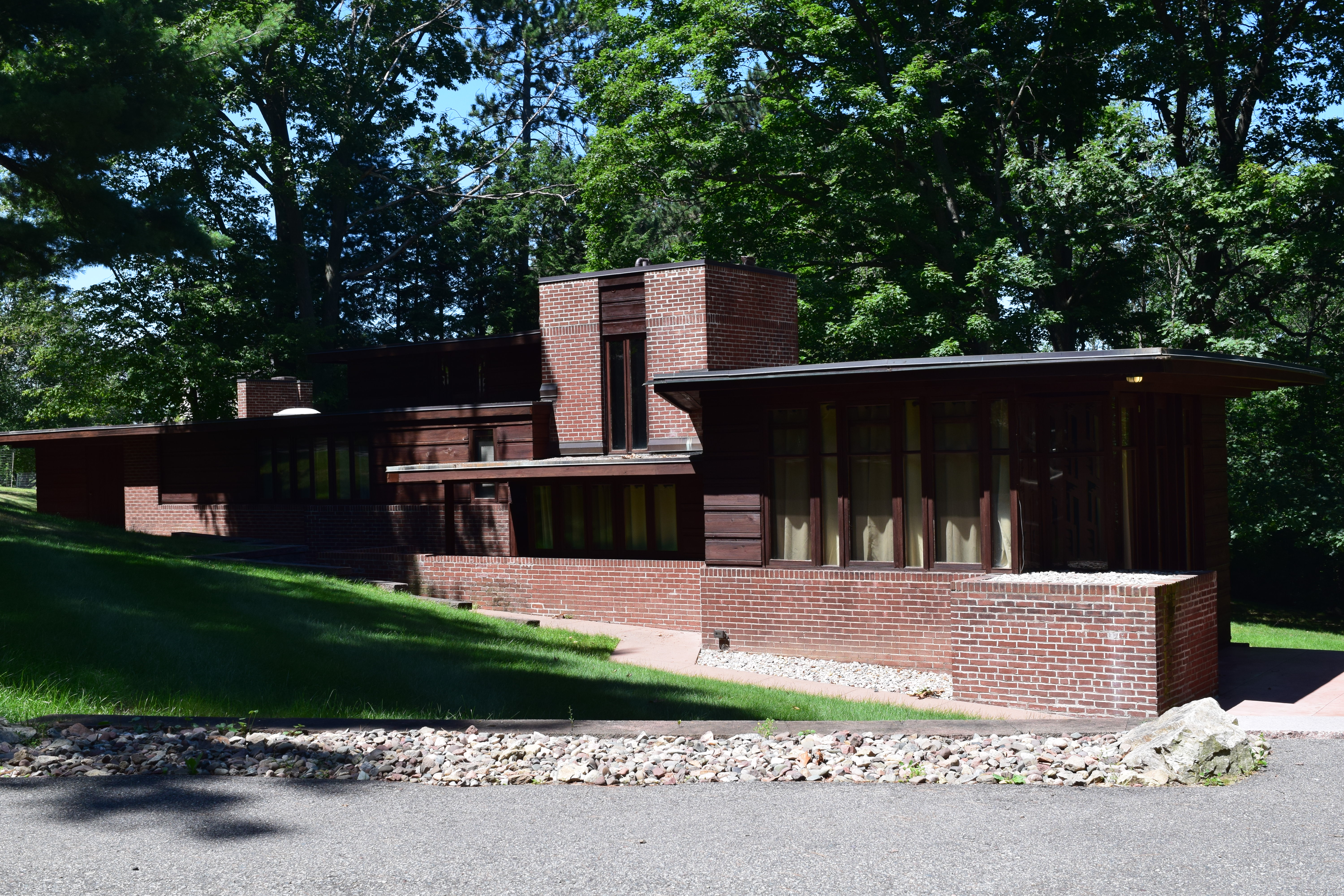
Casa usoniana de la familia Manson, es la cuarta casa usoniana creada por Frank Lloyd Wright

Frank Lloyd Wright durante el periodo 1934-1938  desarrolló una serie de proyectos de casa de la Pradera llamadas usonianas, estas casas eran accequibles a personas y familias de clase media de círculos cerrados cuyos terrenos están en contacto con la naturaleza, son casas usualmente de una sola planta, techo bajo, con marcada reminiscencia japonesa, uso de losa de cemento color rojo cherokee como piso, ladrillo romano o piedras del terreno, abundante uso de madera de cedro y ventanales, usualmente con una fuente de agua y jardines circunscritos y una fuerte conexión visual entre los espacios interiores y exteriores, cuyo diseño se adapta al entorno bajo el concepto de arquitectura orgánica.

## Semblanza
Frank Lloyd Wright exhibió en vida una personalidad dominante, tenaz, multifacética, egocéntrica, polémica pero de reconocida y visionaria genialidad. Su relación con sus clientes no eran fáciles salvo algunas excepciones con los que mantuvo una auténtica amistad.  Se le consideraba petulante y ante este calificativo, él contestaba:

-–“a cualquier hombre que crea en sí mismo le acusarán de arrogante”

Su reconocido ego lo llevó a pronunciar a sus 88 años la célebre frase:

-“Si tuviera 15 años más de vida, podría reconstruir este país desde sus cimientos, transformar esta nación”

Como anécdota,  uno de sus clientes más importantes, Edgard J. Kaufmann tuvo discrepancias con Wright en torno a la resistencia estructural de los voladizos de Fallingwater House, Kaufmann a espaldas del arquitecto, colocó refuerzos de acero adicionales, cuando Wright lo supo, amenazó con renunciar al proyecto si no los removía.   
Wright escribió una carta a Kaufmann:

-"Estimado Sr. Kaufmann: No sé con qué tipo de arquitecto estás familiarizado, pero al parecer no es el tipo de arquitecto que creo que
soy. Parece que no sabes cómo tratar a uno decente. He puesto mucho más en esta casa de lo que usted o cualquier otro cliente tiene derecho
a esperar si no tengo su confianza, al diablo con todo el asunto.
Frank Lloyd Wright

Kaufmann quien valoraba trabajar con un genio, replicó en el mismo modo:

-"Estimado Sr. Wright: No sé con qué tipo de clientes estás familiarizado, pero aparentemente no son del tipo que creo que soy. Parece que no sabes cómo tratar a un hombre decente. He puesto tanta confianza y entusiasmo detrás de todo este proyecto a mi manera limitada, para ayudar al cumplimiento de tu esfuerzo que sino tengo tu confianza en el asunto, al diablo con todo el asunto. P.D, Ahora, ¿no cree que
deberíamos dejar de escribir cartas, y que usted le debe a la situación y venir a Pittsburgh y aclararla obteniendo los hechos?
Edgar J. Kauffman

Kaufmann demostró tener la razón y Wright cedió de mala gana. Aunque Kaufmann admiraba la visión de Wright, también tenía ideas y necesidades propias para su hogar. Hubo desacuerdos sobre la ubicación y uso de ciertos muebles, así como sobre la integración de elementos que Kaufmann consideraba importantes para su estilo de vida. Wright, por su parte, tendía a imponer su visión orgánica, buscando una unidad total entre arquitectura, mobiliario y entorno, lo que a veces chocaba con las expectativas de Kaufmann. En 1946, Kaufmann necesitó de una segunda casa de fin de semana en Palm Springs, Arizona, consultó con Wright y ante lo intrincado del proyecto presentado, prefirió optar por un arquitecto más receptivo y minimalista, Richard Neutra. Aún así, la relación cliente/ arquitecto, de admiración, amistad y respeto mutuo único entre Kaufmann y Wright no declinó y se mantuvo hasta la muerte de Kaufmann en 1955.
El divorcio frío de su padre en 1891 con su madre Anna supuso un impacto en su emocionalidad a un joven Frank de 24 años, nunca más volvió a ver a su padre. Este patrón lo replicaría más adelante.
Tuvo a través de su vida muchas crisis, tragedias y adversidades como el abandono de su grupo familiar a los 40 años, él solicitó el divorcio a su primera esposa Kitty y le fue denegado, entonces abandonó abruptamente a su familia e hijos para ir por otra mujer casada, Mamah Cheney a Europa.
Posteriormente, la tragedia de  Taliesin el 15 de agosto de 1914 cuando que un empleado enajenado asesinó a su pareja Mamah e hijos y otros empleados, tragedia que produjo un punto de inflexión en su vida; y mucho más tarde por su escándalosa relación, arresto y matrimonio con una mujer divorciada  mucho más joven, Olga Ivanovna Lazović, (31 años de diferencia).

## Familia

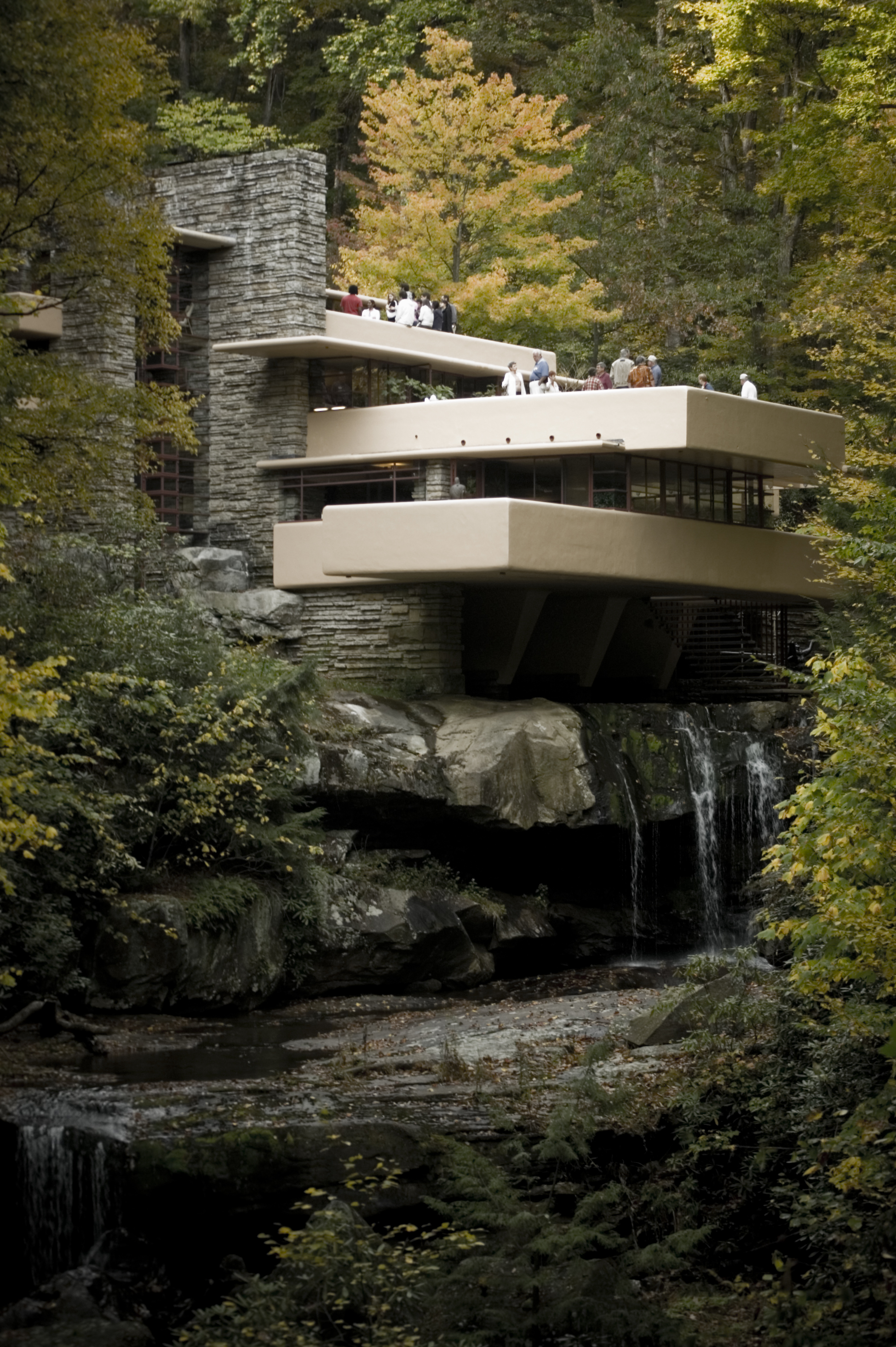
Casa de la Cascada (Fallingwater), Mill Run (1937).

Frank Lloyd Wright se casó tres veces y tuvo siete hijos, cuatro hijos y tres hijas. También adoptó a Milanoff Svetlana.
Sus esposas fueron:
- Catherine "Kitty" (Tobin) Wright (1871-1959), trabajadora social, (casado en junio de 1889, se divorció en noviembre de 1922)
- Maude "Miriam" (Noel) Wright (1869-1930), artista (se casó en noviembre de 1923, se divorciaron en agosto de 1927)
- Olga Ivanovna "Olgivanna" (Lazovich Milanoff) Lloyd Wright (1897-1985), bailarina y escritora (se casó en agosto de 1928)

Uno de los hijos de Wright, Frank Lloyd Wright Jr., conocido como Lloyd Wright, fue también un notable arquitecto en Los Ángeles. Un hijo de Lloyd Wright (y nieto de Wright), Eric Lloyd Wright, era un arquitecto en Malibú, donde proyectaba principalmente residencias, y también edificios civiles y comerciales.
Otro de sus hijos arquitecto, John Lloyd Wright, creó el Lincoln Logs en 1918, y trabaja principalmente en el área de San Diego. La nieta de Frank, Elizabeth Wright Ingraham, es una arquitecta en Colorado Springs, Colorado; es la madre de Christine, una diseñadora de interiores en Connecticut, y Catherine, es profesora de arquitectura en el Instituto Pratt.
Wright diseñó una casa para David Samuel Wright, hijo de su primer matrimonio con Catalina, y la esposa de David, Glady.
La actriz ganadora del Oscar Anne Baxter era nieta de Wright. Baxter era la hija de Catherine Baxter (nacida Catherine Wright), nacida del primer matrimonio de Wright. Una hija de Baxter, Melissa Galt, vive y trabaja en Atlanta, donde trabajo como diseñadora de interiores.
Su hijastra Svetlana (hija de Olgivanna) y su hijo Daniel murieron en un accidente automovilístico en 1946. Su viudo, William Wesley Peters, se casó más tarde con Svetlana Alliluyeva, la hija menor y única hija de Iósif Stalin. La pareja se divorció al no poder adaptarse ella al estilo de vida comunal de las comunidades Wright, en comparación con la vida en la Unión Soviética de su padre, y debido a la interferencia constante de la viuda de Wright. Peters desempeñó el cargo de Presidente de la Frank Lloyd Wright Foundation desde 1985 a 1991.
Un bisnieto de Wright, S. Lloyd Natof, actualmente vive y trabaja en Chicago como maestro de carpintería especializado en el diseño y creación de mobiliario de madera por encargo.

## Patrimonio de la Humanidad
El 7 de julio de 2019 la UNESCO declaró Patrimonio de la Humanidad ocho obras de Frank Lloyd Wright: el Museo Guggenheim de Nueva York; el Unity Temple en Oak Park (Illinois); la casa Frederick C. Robie en Chicago; la casa Taliesin en Spring Green (Wisconsin); la casa Hollyhock en Los Ángeles; la casa de la cascada (Fallingwater) en Mill Run (Pensilvania); la casa Taliesin West en Scottsdale (Arizona); y la primera casa Herbert y Katherine Jacobs en Madison (Wisconsin). En su cuadragésimo tercera reunión celebrada en Bakú (Azerbaiyán), el comité de Patrimonio Mundial seleccionó ocho de las obras más emblemáticas del arquitecto bajo el epígrafe La arquitectura del siglo XX de Frank Lloyd Wright.
La Unesco lo describe así:

Esos edificios son una muestra de la “arquitectura orgánica” concebida por Wright, que se caracteriza por el plan abierto de las construcciones, la difuminación de los límites entre el interior y el exterior de éstas, y la utilización extremadamente original de materiales como el acero y el hormigón. Las soluciones arquitectónicas innovadoras de la “arquitectura orgánica” satisficieron plenamente en su día las necesidades funcionales de los edificios interesados, ya se tratara de viviendas, de lugares de trabajo o culto religioso, o de espacios para actividades lúdicas y culturales. Las realizaciones de Wright en esa década influyeron enormemente en la evolución de la arquitectura moderna en Europa.

## Obras

### Obras más importantes

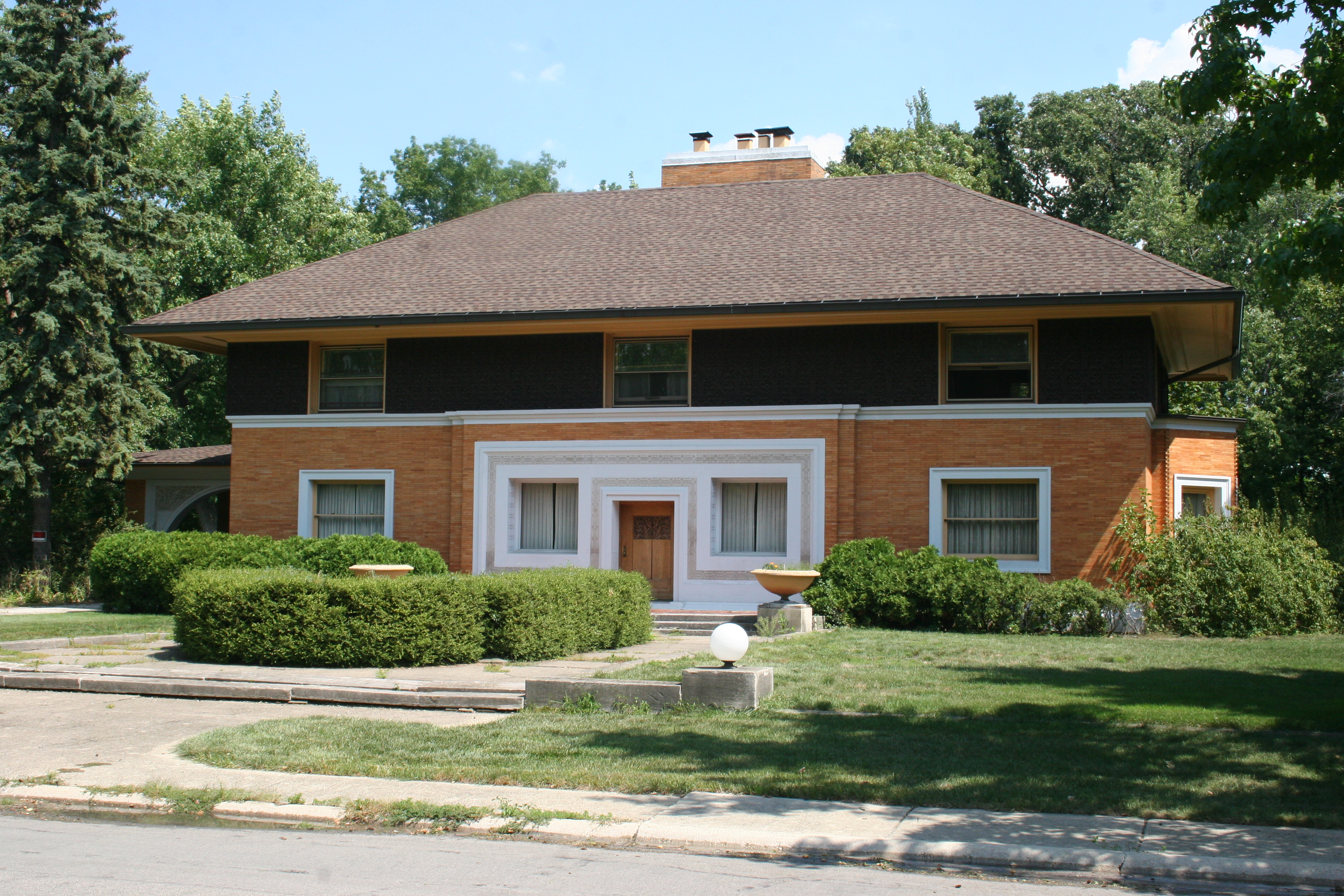
La Casa Winslow (1894) fue el primer encargo importante de Wright.

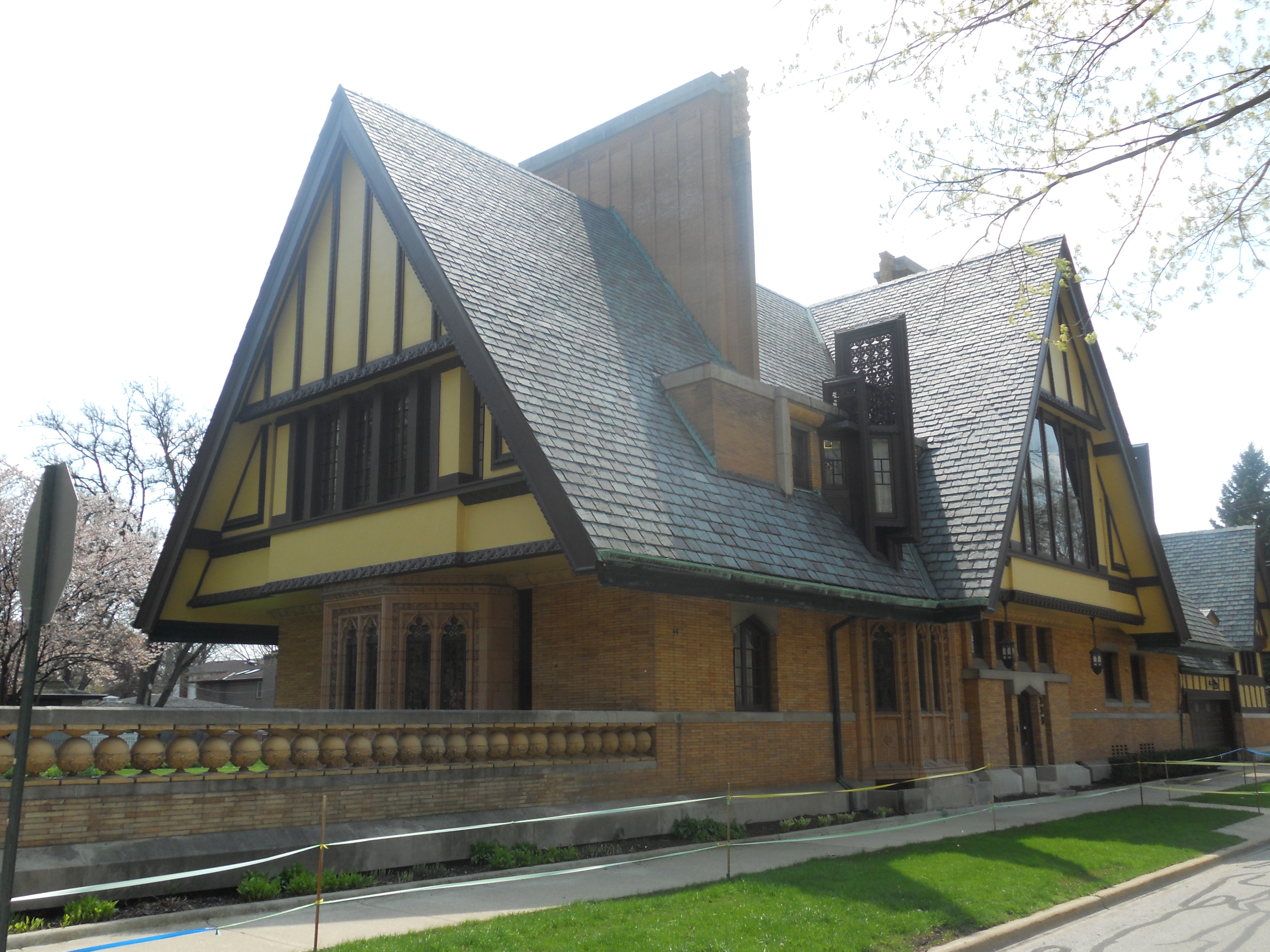
Casa de Nathan G. Moore (1895), Oak Park, Illinois.

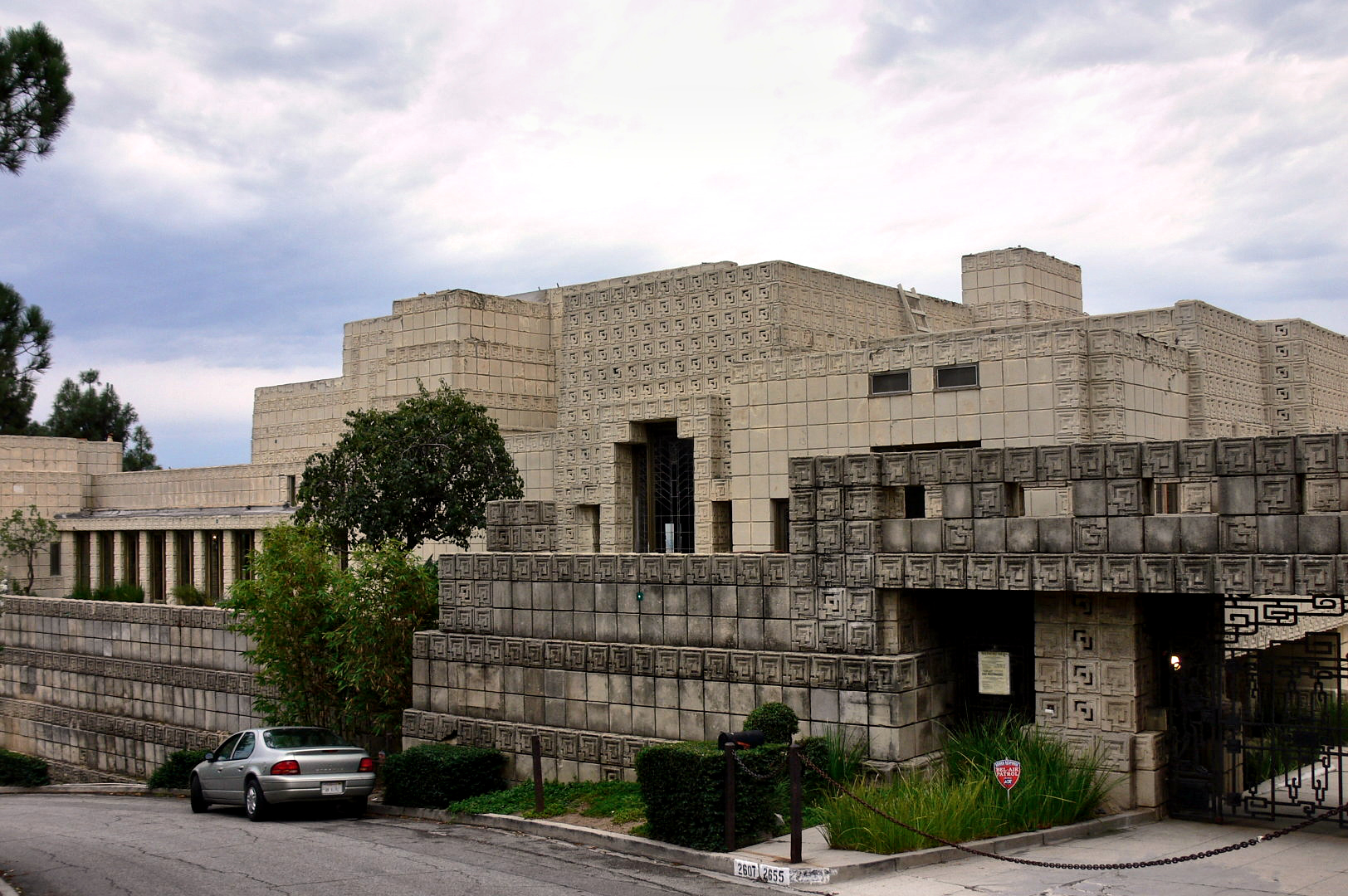
Casa Ennis, en estilo neomaya, Los Ángeles (1924).

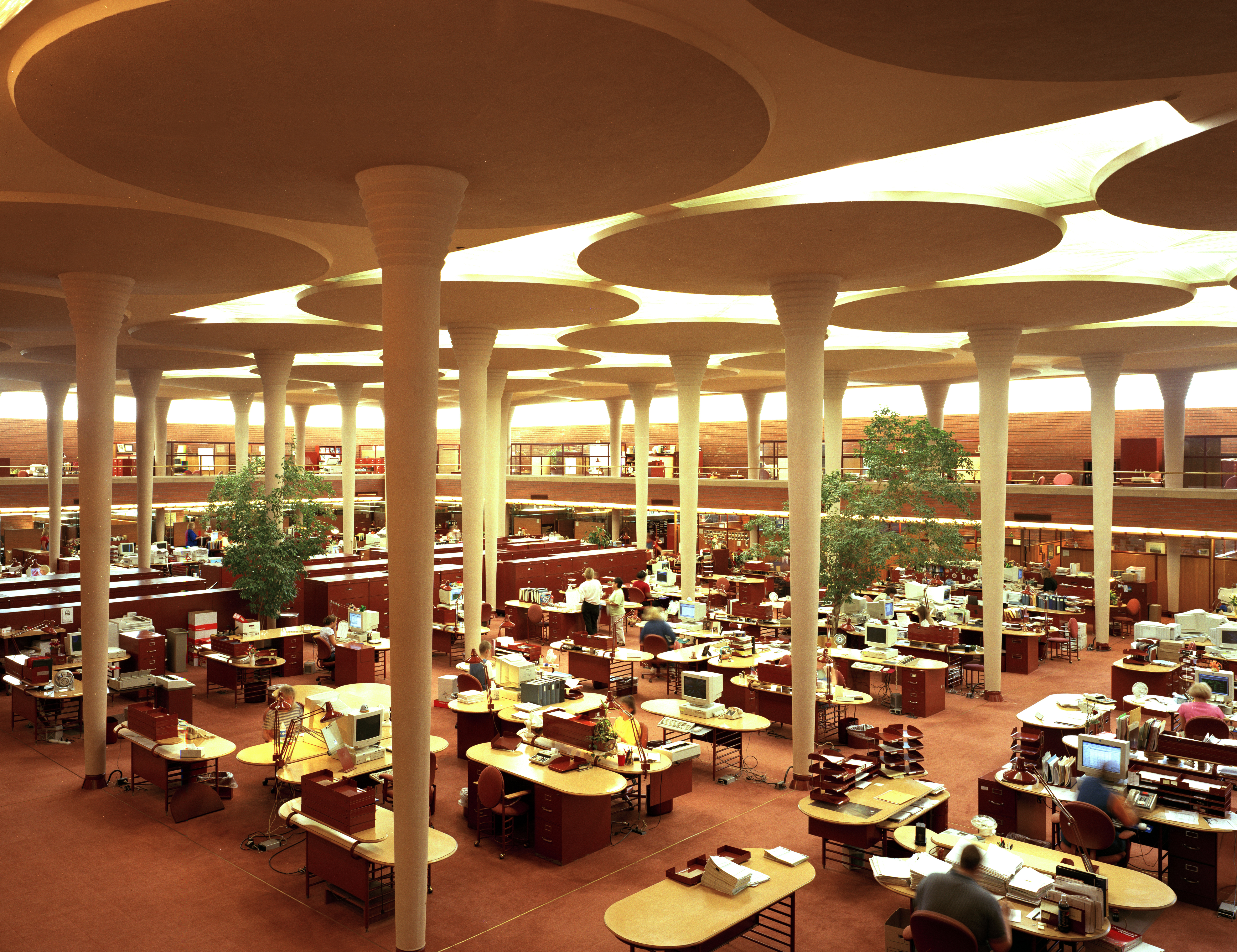
Concepto de oficina abierta en el complejo diseñado por Wright en la sede administrativa de la Johnson Wax.

- Frank Lloyd Wright Home and Studio, Oak Park, 1889-1909
- Casa Winslow, River Forest, 1894
- Casa Frank W. Thomas, Oak Park, 1901
- Casa Willits, Highland Park, 1901
- Casa Dana-Thomas, Springfield, 1902
- Larkin Administration Building, Búfalo, 1903 (demolida, 1950)
- Casa Darwin D. Martin, Búfalo, 1903-1905
- Unity Temple, Oak Park, 1904
- Casa del dr. G. C. Stockman, Mason City, 1908
- Edward E. Boynton House, Rochester, 1908
- Casa Robie, Chicago, 1909
- Park Inn Hotel, el último hotel en pie diseñado por Wright, Mason City, 1910
- Casa Taliesin, Spring Green, 1911 & 1925
- Midway Gardens, Chicago, 1913 (demolida, 1929)
- Casa Hollyhock (Aline Barnsdall Residence), Los Ángeles, 1919-1921
- Casa Ennis, Los Ángeles, 1923
- Hotel Imperial, Tokio, Japón, 1923 (demolido en 1968; el hall fue reconstruido en Meiji Mura, cerca de Nagoya, Japón, en 1976)
- Graycliff, Derby, 1929
- Westhope (Richard Lloyd Jones Residence, Tulsa, 1929
- Casa Malcolm Willey 1934, Mineápolis
- Fallingwater (Edgar J. Kaufmann Sr. Residence), Mill Run, 1935-1937
- Sede de la Johnson Wax, Racine, 1936
- Casa Jacobs 1, Madison, 1936-1937
- Viviendas Usonianas, varios lugares, años 1930 a años 1950
- Taliesin West, Scottsdale, 1937
- Herbert F. Johnson Residence ("Wingspread"), Wind Point, 1937
- Ben Rebhuhn House, Great Neck Estates, 1938
- Child of the Sun, Florida Southern College, Lakeland, 1941-1958, sitio de la mayor colección de la obra del arquitecto
- First Unitarian Society of Madison, Shorewood Hills, 1947
- V. C. Morris Gift Shop, San Francisco, 1948
- Kenneth Laurent House, Rockford, único hogar Wright diseñado para ser accesible para discapacitados, 1951
- Patrick and Margaret Kinney House, Lancaster, 1951-1953
- Price Tower, Bartlesville, 1952-1956
- Beth Sholom Synagogue, Elkins Park, 1954
- Annunciation Greek Orthodox Church, Wauwatosa, 1956-1961
- Kentuck Knob, Ohiopyle, 1956
- Marshall Erdman Prefab Houses, varios lugares, 1956-1960
- Marin County Civic Center, San Rafael, 1957-1966
- R.W. Lindholm Service Station, Cloquet, 1958
- Museo Solomon R. Guggenheim, Manhattan, 1956-1959
- Gammage Auditorium, Tempe, 1959-1964

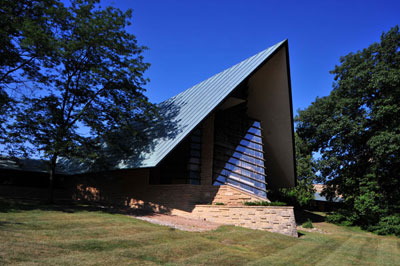
La First Unitarian Meeting House, en Madison de 1947

### Obras destruidas
Wright diseñó más de 400 estructuras que fueron construidas de las que sobreviven unas 300 en 2005. Al menos cinco se han perdido a causa de las fuerzas de la naturaleza: la casa frente al mar de W. L. Fuller en Pass Christian, destruida por el huracán Camille en agosto de 1969; el bungalow Louis Sullivan de Ocean Springs, destruido por el huracán Katrina en 2005; y la casa Arinobu Fukuhara (1918) en Hakone, Kanagawa, Japón, destruida en el Gran terremoto de Kantō de 1923. En enero de 2006, la Casa Wilbur Wynant en Gary, Indiana, fue destruida por un incendio. En 2018 el complejo Arch Oboler en Malibú, fue destruido por el incendio Woolsey.
Edificios notables de Wright demolidos intencionadamente fueron: los Midway Gardens (construidos en 1913, demolidos en 1929), el Larkin Administration Building (construido en 1903, demolido en 1950), los Apartamentos Francis y los Apartamentos Francisco Terrace (Chicago, construidos en 1895, demolidos en 1971 y 1974, respectivamente), el Geneva Inn (Lake Geneva, construido en 1911, demolido en 1970), y el Banff National Park Pavilion (construido en 1914, demolido en 1934). El Hotel Imperial de Tokio (construido en 1923) sobrevivió al terremoto del Gran Kantō de 1923, pero fue demolido en 1968 debido a las presiones urbanísticas. El Salón del Automóvil Hoffman de la ciudad de Nueva York (construido en 1954) fue demolido en 2013.

### Obras no construidas o construidas después de la muerte de Wright

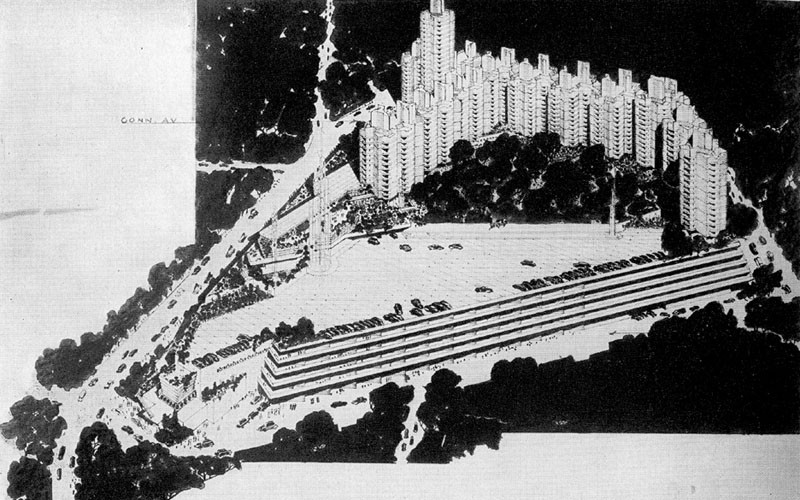
El proyecto de las Crystal Heights en Washington D. C.

- Crystal Heights, una urbanización grande mixta en Washington D. C., 1940 (no construido)
- The Illinois, una torre de 1 milla de altura en Chicago, 1956 (no construido)
- Monona Terrace, un centro de convenciones en Madison, diseñado en 1938-1959 y construido in 1997
- El Clubhouse del Nakoma Golf Resort, Plumas County, diseñado en 1923; abierto en 2000
- La casa solar pasiva semicircular en Hawái, diseñada en 1954, construida en 1995; la única vivienda de Wright en Hawái

## Legado

### Significado de la obra de Frank Lloyd Wright
Frank Lloyd Wright fue la figura central de la llamada arquitectura orgánica, una tendencia que representó, de manera emblemática un punto de vista alternativo y una estética diferente, en cierta forma opuesta o complementaria a la arquitectura racionalista, cuyo  representante más conspicuo  fue el arquitecto suizo Le Corbusier.
Wright permaneció siempre fiel  a la ideología individualista del «pionerismo» americano, que devuelve a la exaltación y la profundización de las relaciones entre el individuo y el espacio arquitectónico y entre este y la natura o el espacio natural, asumido como referencia fundamental de las propias obras. Este interés lo llevó a centrarse en su tema preferido de la casa o residencia unifamiliar, las «prairie houses», las cuales constituyeron el aspecto determinante de sus inicios como arquitecto.
En su libro La Arquitectura orgánica (1939), Wright expone sus ideas sobre arquitectura; donde postula una arquitectura que rehúsa la mera investigación estética o el simple gusto superficial, puesto que no son más que imposiciones externas a la relación entre el hombre y la naturaleza. El proyecto arquitectónico,  tiene que crear una armonía entre el hombre y la natura y construir un nuevo sistema que manifieste un equilibrio real entre el entorno construido y el medio ambiente, mediante la integración de varios elementos artificiales o propios del hombre (edificios, calles, etc.) dentro de la natura. Todo esto forma parte de un único sistema interconexionado, un organismo, el espacio arquitectónico. La casa de la cascada (The Fallingwater) es el ejemplo paradigmático de este modo de hacer y entender la arquitectura.

### Reconocimientos
Al final de su vida (y tras su muerte en 1959), Wright recibió muchos reconocimientos honoríficos por sus logros. En 1941 recibió la Medalla de Oro del Royal Institute of British Architects. El Instituto Americano de Arquitectos le concedió la Medalla de Oro del AIA en 1949. Esa medalla supuso un simbólico "entierro del hacha de guerra" entre Wright y el AIA. En una entrevista radiofónica, comentó: "Bueno, nunca me afilié a la AIA, y ellos saben por qué. Cuando me dieron la medalla de oro en Houston, les dije francamente por qué. Pensando que la profesión de arquitecto es lo único que le pasa a la arquitectura, ¿por qué iba a unirme a ellos?". Fue galardonado con la Medalla Frank P. Brown del Instituto Franklin en 1953. Recibió títulos honoríficos de varias universidades (incluida su alma mater, la Universidad de Wisconsin), y varias naciones le nombraron miembro honorífico de sus academias nacionales de arte y/o arquitectura. En el año 2000, Fallingwater fue nombrado "El edificio del siglo XX" en una encuesta informal de los diez mejores edificios, realizada por los miembros que asistieron a la convención anual de la AIA en Filadelfia. En esa lista, Wright aparecía junto a muchos de los mejores arquitectos de Estados Unidos, como Eero Saarinen, I.M. Pei, Louis Kahn, Philip Johnson y Ludwig Mies van der Rohe; era el único arquitecto que tenía más de un edificio en la lista. Los otros tres edificios eran el Museo Guggenheim, la casa Frederick C. Robie y el edificio Johnson Wax.
En 1992, la Ópera de Madison de Madison, encargó y estrenó la ópera Shining Brow, del compositor Daron Hagen y el libretista Paul Muldoon, basada en los primeros acontecimientos de la vida de Wright. La obra ha tenido desde entonces numerosas reposiciones, incluyendo una reposición en junio de 2013 en Fallingwater, en Bull Run, por el Opera Theater of Pittsburgh. En 2000, se estrenó en el Milwaukee Repertory Theater la obra Work Song: Three Views of Frank Lloyd Wright, basada en la relación entre los aspectos personales y profesionales de la vida de Wright.
En 1966, el Servicio Postal de los Estados Unidos honró a Wright en  una serie de estadounidenses prominentes de sellos de 2 centavos de dólar.
"So Long, Frank Lloyd Wright" es una canción escrita por Paul Simon. Art Garfunkel declaró que el origen de la canción surgió de su petición de que Simon escribiera una canción sobre el famoso arquitecto Frank Lloyd Wright. El propio Simon declaró que no sabía nada sobre Wright, pero de todas maneras escribió la canción.
En 1957, Arizona hacía planes para construir un nuevo edificio del capitolio. Siendo de la opinión que los proyectos presentados para el nuevo capitolio eran tumbas al pasado, Frank Lloyd Wright ofreció Oasis como alternativa al pueblo de Arizona.
En 2004, una de las agujas incluidas en su diseño fue erigida en Scottsdale.
La ciudad de Scottsdale, en Arizona rebautizó una parte de su Bell Road, una importante vía este-oeste del área metropolitana de Phoenix, en honor a Frank Lloyd Wright.
Ya mencionados anteriormente es la designación de sus ocho obras más notables como Patrimonio de la Humanidad por la Unesco en 2019.